# Молчанов, Дмитрий Яковлевич
Дмитрий Яковлевич Молчанов (1929—2009) — старший чабан совхоза «Айгурский» Апанасенковского района Ставропольского края. Неоднократно участвовал в Выставке достижений народного хозяйства (ВДНХ) СССР, Герой Социалистического Труда и делегат XXV съезда КПСС (1976 год).

## Биография
Дмитрий Молчанов родился 4 октября 1929 года в селе Троицком Калмыцкой АССР (ныне Целинный район Калмыкии) в крестьянской семье. В годы Великой Отечественной войны работал подпаском, а затем чабаном отары овец. В 1958 году был назначен старшим чабаном в совхозе «Айгурский» Апанасенковского района Ставропольского края. В его отаре были самые лучшие в районе показатели по приплоду молодняка и настригу шерсти.
8 апреля 1971 года указом Президиума Верховного Совета СССР за выдающиеся успехи, достигнутые в развитии сельскохозяйственного производства и выполнении плана продажи государству продуктов земледелия и животноводства Дмитрию Яковлевичу Молчанову присвоено звание Героя Социалистического Труда с вручением ордена Ленина и золотой медали «Серп и Молот».
В 1974 году за досрочное выполнение задания шестой пятилетки за 4 года, Дмитрий Молчанов награждён вторым орденом Ленина. Он неоднократно принимал участие в Выставке достижений народного хозяйства (ВДНХ) СССР и награждался золотой, серебряной и бронзовой медалями.
С 1979 года Дмитрий Молчанов начал работать в совхозе «Подлужный» Изобильненского района Ставропольского края. В совхозе он добился высокий результатов в труде и получил по 112 ягнят при плане 85 на каждые 100 овцематок.
Дмитрий Молчанов был членом Коммунистической партии Советского Союза. В 1976 году был избран делегатом XXV съезда КПСС.
В 1989 году ушёл на заслуженный отдых и жил в Изобильненском районе Ставропольского края. 28 сентября 2004 года постановлением главы Изобильненской районной государственной администрации Ставропольского края получил звание «Почётный гражданин Изобильненского муниципального района Ставропольского края».
3 мая 2009 года Дмитрий Молчанов скончался.

## Награды
- Орден Ленина, 8 апреля 1971 года
- Медаль «Серп и Молот», 8 апреля 1971 года
- Орден Ленина, 27 сентября 1974 года
- Золотая медаль ВДНХ
- Серебряная медаль ВДНХ
- Бронзовая медаль ВДНХ